# Stercorarius chilensis
Stercorarius chilensis là một loài chim trong họ Stercorariidae.